# Pauscollege

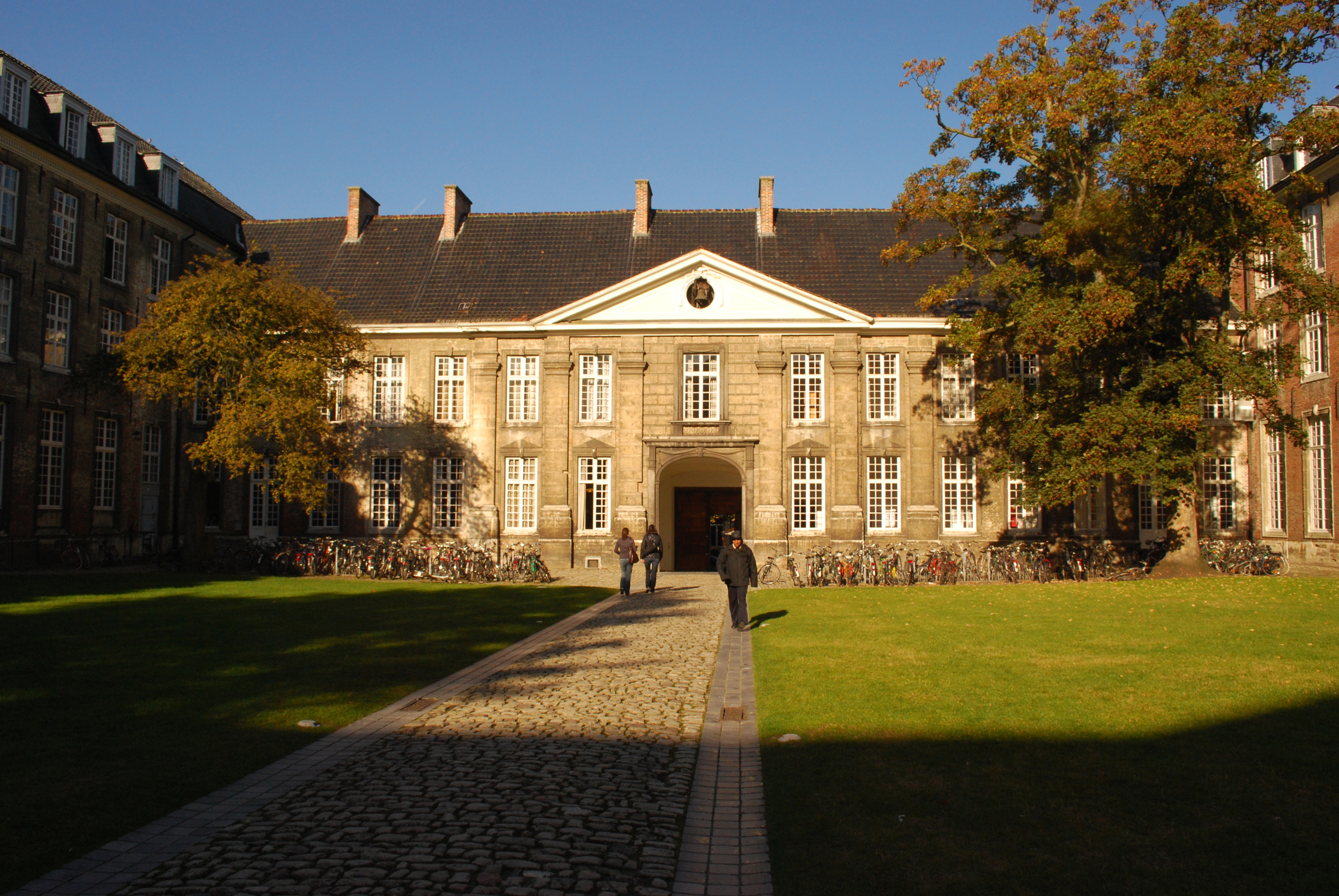
Zicht op de toegangspoort (zijde Hogeschoolplein) van het Pauscollege

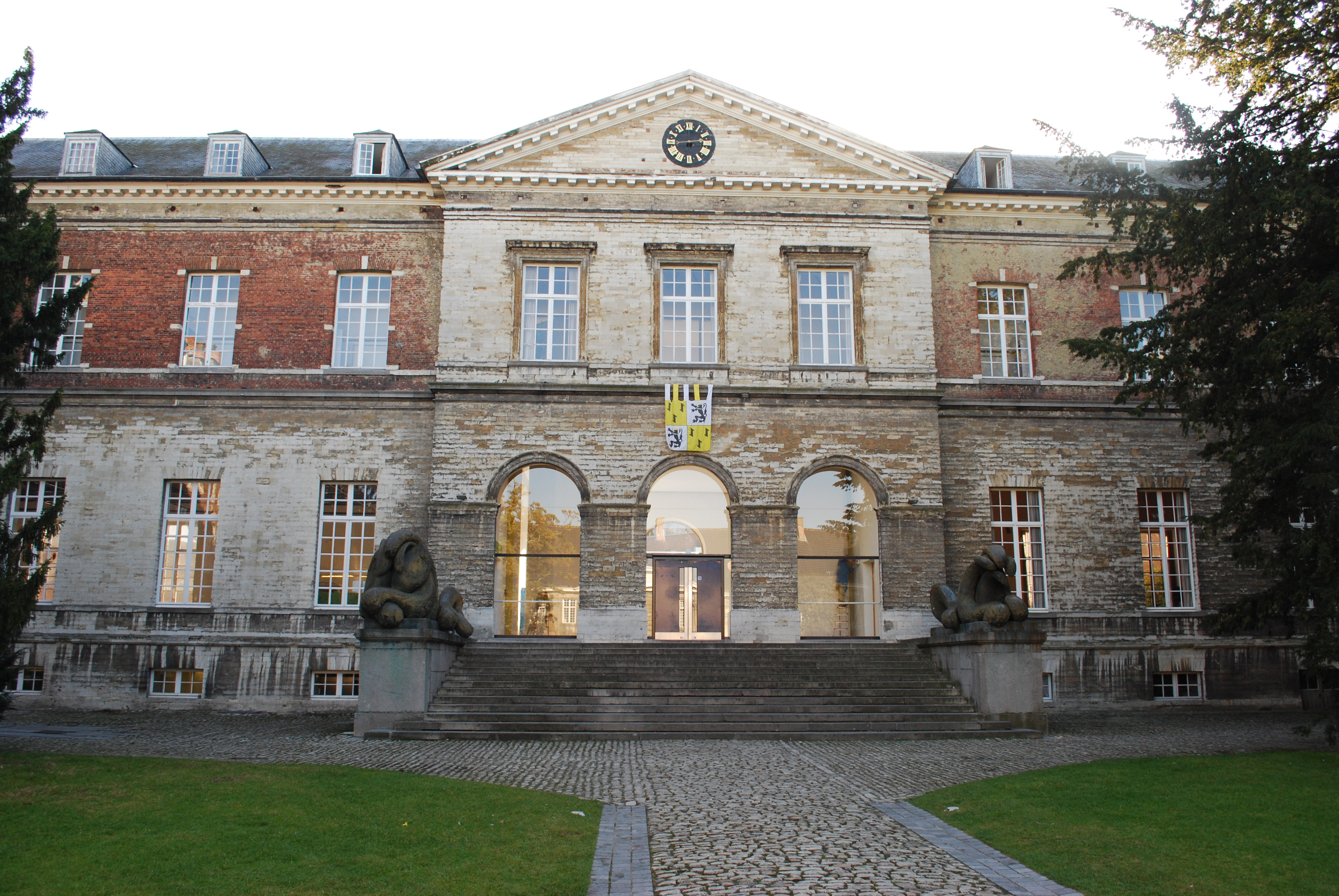
hoofdgebouw Pauscollege

Het Pauscollege (of Paus Adrianus VI-college) is een studentenresidentie van de Katholieke Universiteit Leuven aan het Hogeschoolplein te Leuven.
Het was paus Adrianus VI die bij testament na zijn overlijden in 1523 zijn Leuvense woning ter beschikking stelde als college voor behoeftige theologiestudenten. Een van zijn studenten, en goede vriend Godschalck Rosemondt van Eindhoven stelde hij ook aan als eerste voorzitter van dit college. De voorzitter werd later aangeduid als president, en kreeg de hulp van een directeur en meerdere subregenten (tegenwoordig studenten). De beheersfunctie zou nadien nog uitgeoefend worden door onder meer Michel de Bay als president van 1550 tot 1586 en Leonce-Albert Van Peteghem als subregent tijdens de Tweede Wereldoorlog. Prof. Leijssen was de laatste president. Hij overleed op 25 december 2012 en tot op heden is er nog geen nieuwe president aangesteld. Het college had ook een bursarius, een fondsbeheerder die de fondsen voor de uitkering van studententoelagen beheerde en de mogelijkheid had studiekosten voor onvermogende studenten te dragen.
Het gebouw werd sinds 1530 gestaag uitgebreid met een kapel, bibliotheek, studiezaal, verblijfsruimtes voor studenten, gasten en personeel, een graanzolder... In 1775 stortte een van de vleugels in, wat voor toenmalig president Lambert Ghenne de aanleiding was voor een grondige verbouwing met beperkt behoud van de nog bruikbare gedeeltes. Zijn broer, een landmeter, werd aangesteld als architect. Het gebouw werd tussen 1776 en 1778 gerenoveerd in classicistische stijl met een monumentale straatvleugel en twee haaks hierop geplaatste zijvleugels. In de korfboogpoort toegang werd het stichtingsjaartal 1523 (Collegium Adriani VI Pont. Max. / fundatum anno MDXXIII) gemarkeerd. Sinds de renovatiewerken van 2019-2021 werd de voorgevel volledig wit geschilderd en staat er boven de poort enkel nog Collegium Adriani VI Pont. Max. te lezen in gouden letters. De vierde achteraan gelegen vleugel met de hoofdingang werd in 1785 ontworpen door Montoyer in opdracht van keizer Jozef II zelf.
In 1967 werd het gerenoveerd en gemoderniseerd. In 1973 werd het complex erkend als onroerend erfgoed. De binnenkoer werd verfraaid met kunstwerken van Gerard Holmens ("Unie" , 1970), Willy Ceysens ("Met Vijf op een Bank") en Olivier Strebelle ("Leeuw en Leeuwin" aan beide zijden van de trappartij die toegang geeft tot de vierde vleugel). Het pauscollege behoort tot de niet-gesubsidieerde studentenkamers van de K.U.Leuven. De bewoners, de "papisten", organiseerden zichzelf met een eigen praesidium en organiseerden allerhande activiteiten, naast de uitbating van de eigen Pausbar, die tot spijt van heel wat studenten blijvend moest sluiten sinds de renovatie van 2019-2021. De verhuur van studentenkamers was tot aan de renovatie beperkt tot mannelijke studenten, maar sinds 2021 kunnen ook vrouwelijke studenten er een kamer huren. De Alma-studentenrestaurants baatten in het gebouw een klein filiaal uit, maar ook dat restaurant verdween tijdens de meest recente renovatiewerken ten voordele van een nieuw seminarielokaal, opgedragen aan Hortense Daman.

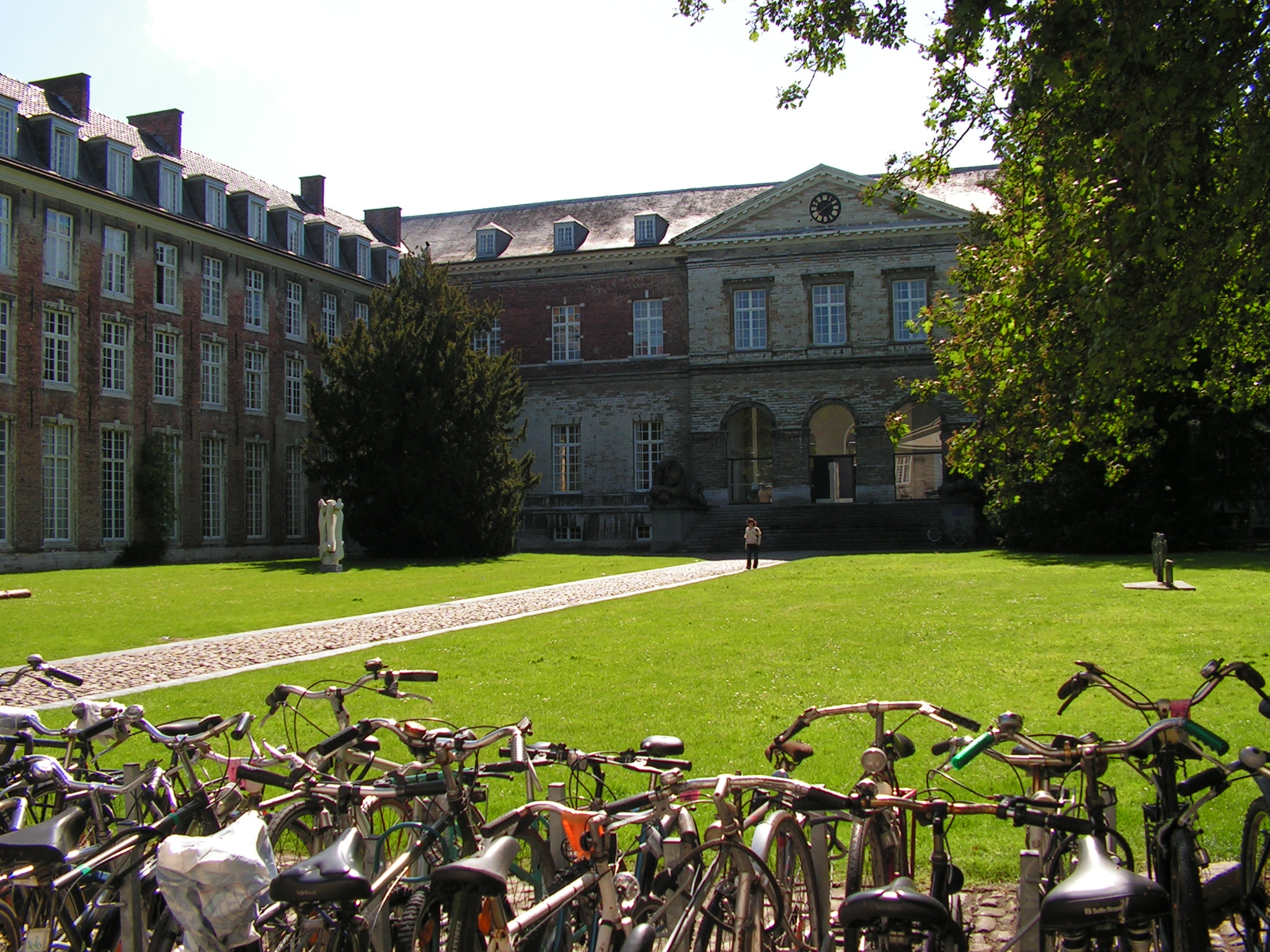
grasplein van het Paus Adrianus VI-college
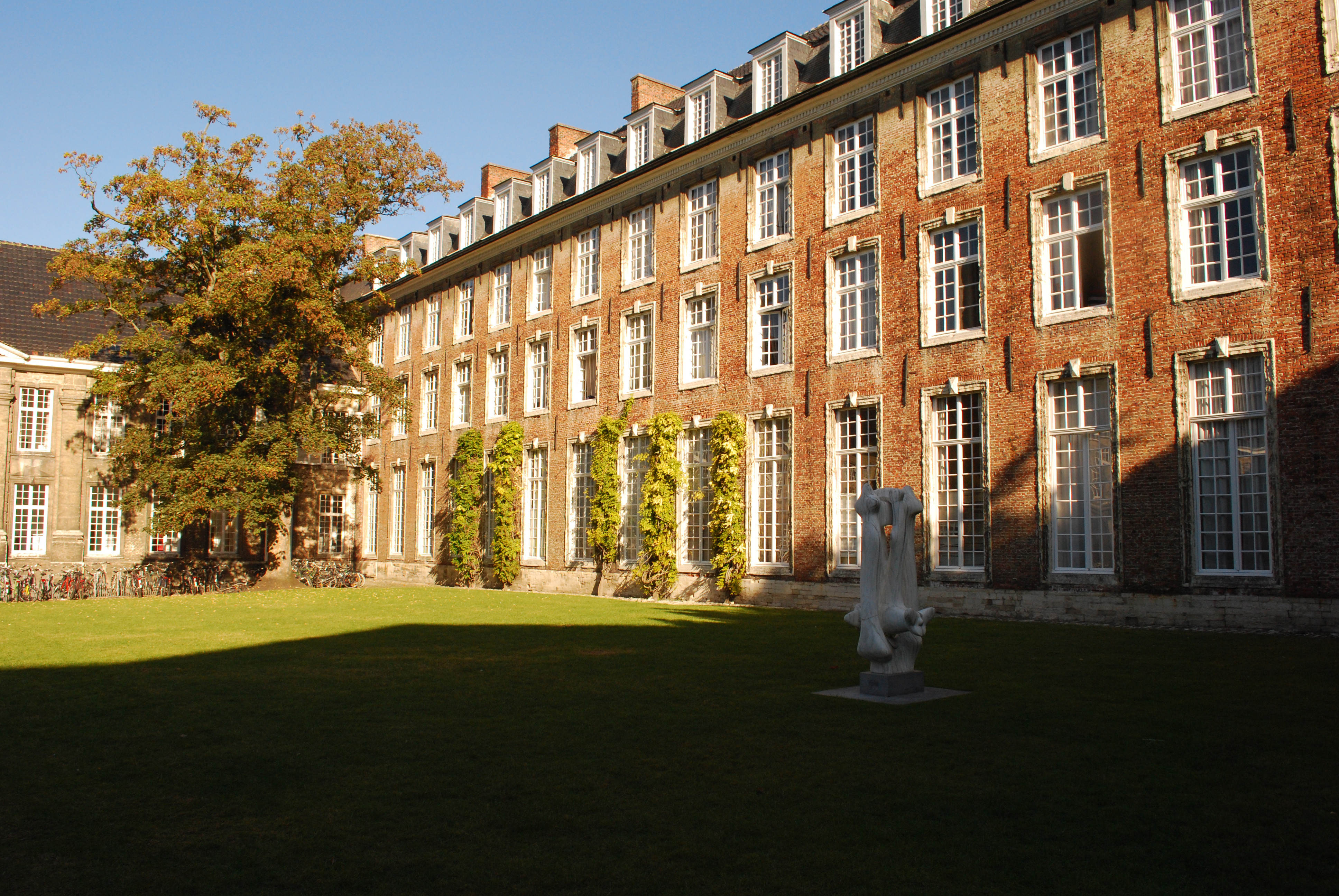
noordvleugel Pauscollege